# St John's Smith Square
St John's Smith Square à Londres est une ancienne église située au centre de Smith Square, à Westminster. Elle a été fondée en 1728. C'est actuellement une salle de concerts.

## Histoire
L'église a été dessinée par Thomas Archer et a été achevée en 1728. Elle a été vendue à un fonds de charité dans un état de ruine après un bombardement de la Seconde Guerre mondiale, puis a été restaurée pour servir de salle de concerts. Elle est à la fois l'une des œuvres maîtresses du baroque anglais et une des meilleures salles de concerts de Londres, attirant des artistes et des interprètes de renom international. 
Actuellement son directeur est Richard Heason.

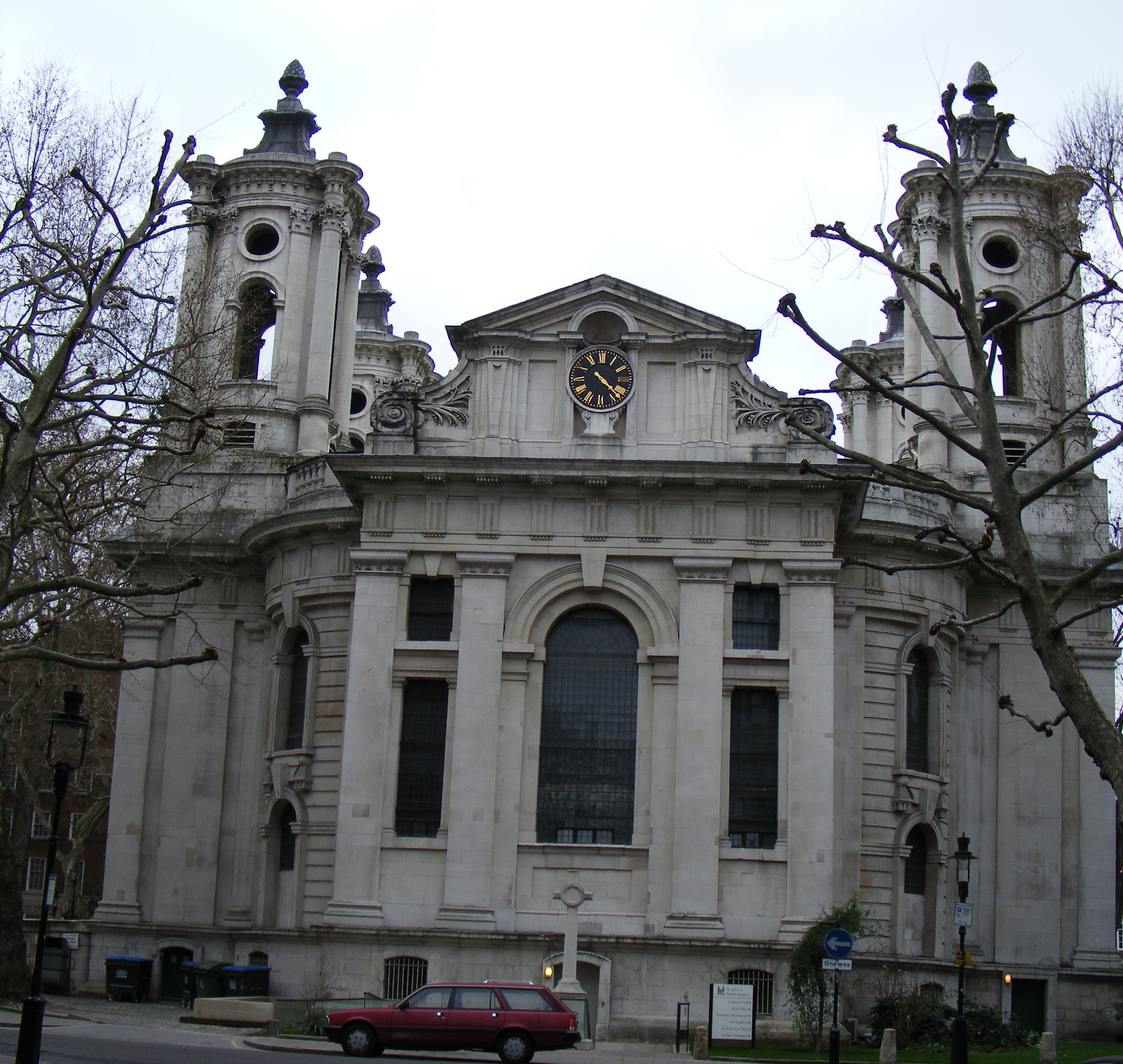
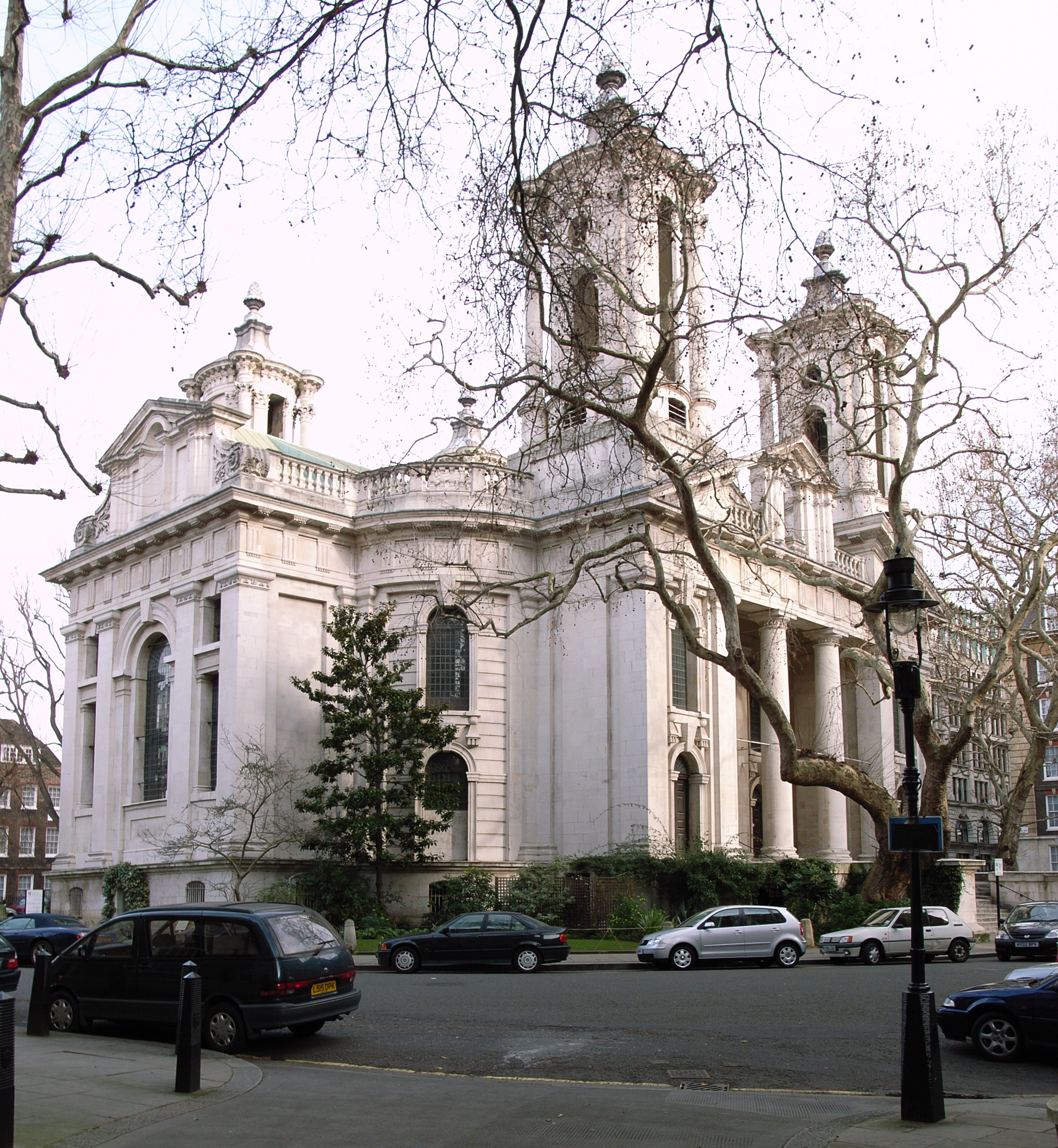
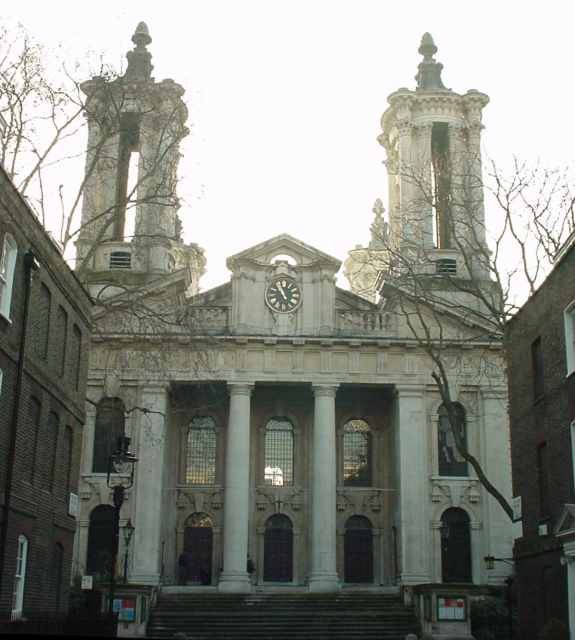